# Trường Trung học phổ thông chuyên Phan Ngọc Hiển
Trường Trung học phổ thông chuyên Phan Ngọc Hiển là một trường Trung học Phổ thông Công lập của tỉnh Cà Mau thành lập vào năm 1991. Trường là nơi duy nhất của tỉnh Cà Mau đào tạo học sinh năng khiếu cấp Trung học phổ thông các môn văn hóa, ngoại ngữ.

## Lịch sử
- Ngày 30/8/1991, UBND tỉnh Minh Hải ra Quyết định số 80/QĐ-UBND thành lập Trường phổ thông chuyên Phan Ngọc Hiển cấp I, II. Lúc đầu thành lập, trường được biên chế từ lớp 4 đến lớp 9 với 2 môn chuyên: chuyên Toán và Văn, tổng số học sinh là 302 em.
- Đến năm học 1992-1993, trường được đổi tên là trường chuyên cấp II, III Phan Ngọc Hiển có 5 khối lớp từ lớp 6 đến khối 10 với 366 em.
- Từ năm học 1998-1999 đến năm học 2012-2013, mang tên trường THPT chuyên Phan Ngọc Hiển với 3 khối lớp 10,11 và 12.
- Năm học 2013-2014, trường chuyển sang địa điểm mới tại đường Nguyễn Cư Trinh, Phường 1, TP Cà Mau với kinh phí xây dựng 181 tỷ đồng. Cũng trong năm này, trường mở thêm 2 khối chuyên là chuyên Anh và chuyên Sinh.
- Năm học 2016-2017, trường thay đổi cơ cấu tuyển sinh với việc cho phép mỗi thí sinh đăng ký tối đa 2 nguyện vọng môn chuyên vào trường. Đồng thời mở thêm khối chuyên Toán-Tin.[1]
- Năm 2017, trường được công nhận là trường đat chuẩn quốc gia và được chọn làm chủ nhà của Trại hè phương Nam lần IV.[2]
- Năm học 2018-2019, mở thêm khối chuyên Sử và Địa.
- Năm học 2023-2024, tách khối chuyên Sử-Địa và Toán-Tin thành 3 khối chuyên Sử, chuyên Địa và chuyên Tin, giảm số lớp không chuyên từ 3 lớp thành 1 lớp.
- Các Hiệu trưởng

| STT | Hiệu trưởng                          | GIai đoạn | Ghi chú                                                                                   |
| 1   | Lê Ngọc Tuyền                        | 1991-1994 |                                                                                           |
| 2   | Dư Đình Việt                         | 1994-1996 |                                                                                           |
| 3   | Nhà giáo ưu tú Thạc sĩ Đoàn Thị Bẩy  | 1996-2006 | Nguyên Phó Giám đốc Sở Giáo dục & Đào tạo tỉnh Cà Mau Huân chương Lao động hạng Ba (2009) |
| 4   | Nhà giáo ưu tú Thạc sĩ Lê Thanh Liêm | 2006-2012 | Bằng khen của Thủ tướng Chính phủ (2008)                                                  |
| 5   | Nhà giáo ưu tú Nguyễn Ái             | 2012-2017 | Huân chương Lao động hạng Ba (2012)                                                       |
| 6   | Thạc sĩ Lê Chí Nguyễn                | 2017-nay  |                                                                                           |

- Các đời Phó Hiệu trưởng

| STT | Phó Hiệu trưởng         | GIai đoạn | Ghi chú                             |
| 1   | Hoàng Ngọc Tranh        | 1992-1998 |                                     |
| 2   | Tạ Quang Quyền          | 1992-1997 |                                     |
| 3   | Trần Trong Ngạn         | 1998-2015 |                                     |
| 4   | Trần Thị Hiệp           | 2006-2010 |                                     |
| 5   | Phan Thanh Vân          | 2006-2015 |                                     |
| 6   | Thạc sĩ Lê Chí Nguyễn   | 2015-2017 |                                     |
| 7   | Thạc sĩ Lê Trung Đảm    | 2015-nay  |                                     |
| 8   | Tiến sĩ Nguyễn Công Trí | 2016-nay  | Đại học tổng hợp Kanazawa, Nhật Bản |
| 9   | Thạc sĩ Lâm Hồng Sen    | 2021-nay  |                                     |

- Các đời Bí thư Chi bộ

| STT | Bí thư               | GIai đoạn | Ghi chú |
| 1   | Tạ Quang Quyền       | 1994-1997 |         |
| 2   | Lê Văn Vượng         | 1997-2008 |         |
| 3   | Trần Quang Thịnh     | 2008-2015 |         |
| 4   | Thạc sĩ Lê Trung Đảm | 2015-nay  |         |

- Các đời Chủ tịch Công đoàn cơ sở

| STT | Chủ tịch             | GIai đoạn | Ghi chú                                               |
| 1   | Lê Ngọc Hưng         | 1991-1996 |                                                       |
| 2   | Trần Quang Thịnh     | 1996-2008 |                                                       |
| 3   | Vũ Thị Kim Loan      | 2008-2012 |                                                       |
| 4   | Thạc sĩ Đỗ Công Phán | 2012-nay  | Bằng khen của Tổng Liên đoàn Lao động Việt Nam (2010) |

- Các đời Bí thư Đoàn

| STT | Bí thư                 | GIai đoạn | Ghi chú                                                                                              |
| 1   | Nguyễn Thanh Hoàn      | 1991-1996 | |
| 2   | Trần Văn Hiệp          | 1996-2003 | |
| 3   | Thạc sĩ Đỗ Công Phán   | 2003-2007 | Bằng khen của Tổng Liên đoàn Lao động Việt Nam (2010)                                                |
| 4   | Thạc sĩ Lê Chí Nguyễn  | 2007-2009 | |
| 5   | Thạc sĩ Trần Việt Nhân | 2009-2016 | Bằng khen của Bộ trưởng Bộ Giáo dục & Đào tạo (2014) Giáo viên dạy giỏi cấp tỉnh (2014)              |
| 6   | Thạc sĩ Lý Kim Thụy    | 2016-nay  | Bằng khen của Trung ương Hội Liên hiệp Thanh niên Việt Nam (2009) Giáo viên dạy giỏi cấp tỉnh (2014) |

## Cơ sở vật chất và trang thiết bị
Địa điểm cũ
Tiếp thu cơ sở vật chất cũ của trường Tư thục có từ trước năm 1975, diện tích của trường là 1.051,5 mét vuông, có 10 phòng học (7 phòng lớn: 64m2; 3 phòng nhỏ: 32m2), 4 phòng làm việc 32m2/phòng và một số "phòng xép" làm thư viện, bồi dưỡng Học sinh giỏi (HSG),kho chứa,..
Hiện tại địa điểm này thuộc về trường Tiểu học Phan Ngọc Hiển.
Địa điểm mới
Từ năm học 2012 – 2013 đến nay, trường đã chuyển đến cơ sở mới, trên đường Nguyễn Cư Trinh, khu đô thị Licogi, Phường 1, thành phố Cà Mau. Trường có diện tích 31.408 mét vuông; 09 phòng thí nghiệm, thực hành Lý, Hóa, Sinh; 02 phòng vi tính với 60 máy có kết nối Internet, 04 phòng học Lab, 02 thư viện đạt chuẩn dành cho học sinh và giáo viên riêng biệt, 01 hội trường, 01 căn tin, 01 phòng y tế và các phòng làm việc khác đầy đủ. Hệ thống sân bãi, bãi tập cho hoạt động thể dục thể thao rộng rãi, khuôn viên rộng, cây xanh bóng mát.

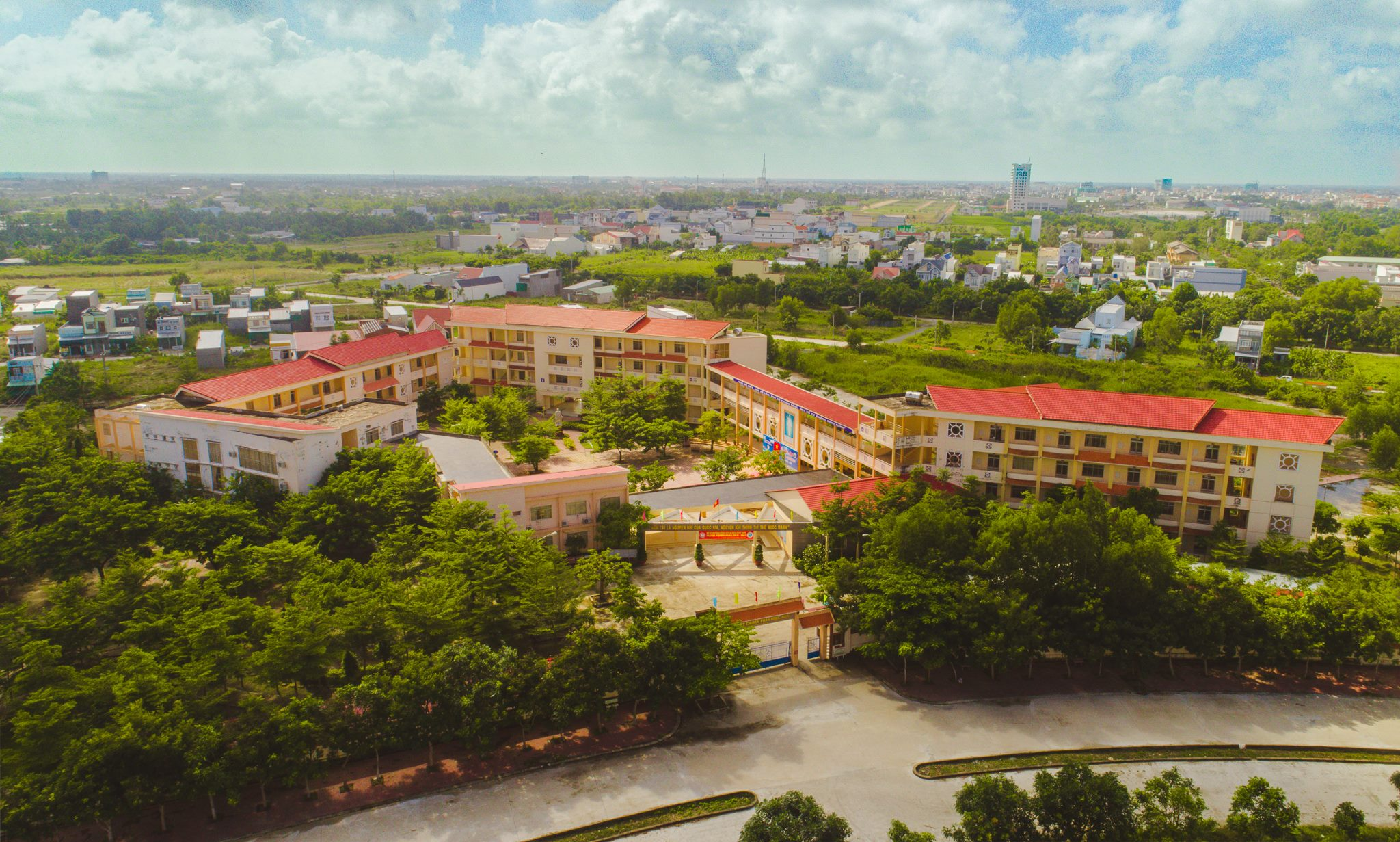
THPT Chuyên Phan Ngọc Hiển cơ sở mới

## Mô hình đào tạo
Cấu trúc đào tạo
Chương trình đào tạo kéo dài 3 năm từ lớp 10 đến lớp 12. Học sinh vào lớp 10 phải trải qua kỳ thi tuyển sinh do nhà trường phối hợp với Sở Giáo dục & Đào tạo tổ chức. Khối chuyên sẽ được học nâng cao một số môn liên quan đến môn chuyên để phục vụ cho kì thi Trung học phổ thông quốc gia, ngoài ra còn có thêm 2 tiết chuyên đề và khối lượng kiến thức cao hơn các lớp còn lại. Khác với khối chuyên, khối không chuyên không có 2 tiết chuyên đề nhưng vẫn được học trọng tâm những môn theo ban của lớp không chuyên mà học sinh đang theo học.
Trường THPT chuyên Phan Ngọc Hiển hiện nay đang giảng dạy các lớp:
- Chuyên Toán
- Chuyên Toán-Tin (2016-2017)
- Chuyên Lý
- Chuyên Hóa
- Chuyên Sinh (2013-2014)
- Chuyên Văn
- Chuyên Anh (2013-2014)
- Chuyên Sử - Địa (2018-2019)
- Không Chuyên - Ban Tự Nhiên (Mỗi khối ít nhất 1 lớp)
- Không Chuyên - Ban Xã Hội (Mỗi khối ít nhất 1 lớp)

Bảng học chương trình nâng cao của các lớp (2017-2018)
| STT | Lớp                         | Toán | Lý | Hóa | Sinh | Tin | Văn | Anh |
| 1   | Chuyên Toán                 | X    | X  | X   | X    |     |     |     |
| 2   | Chuyên Toán-Tin             | X    | X  | X   |      | X   |     |     |
| 3   | Chuyên Lý                   | X    | X  | X   | X    |     |     |     |
| 4   | Chuyên Hoá                  | X    | X  | X   | X    |     |     |     |
| 5   | Chuyên Sinh                 | X    |    | X   | X    |     |     |     |
| 6   | Chuyên Văn                  |      |    |     |      |     | X   | X   |
| 7   | Chuyên Anh Văn              | X    |    |     |      |     |     | X   |
| 8   | Không Chuyên - Ban Tự Nhiên | X    | X  | X   |      |     |     |     |
| 9   | Không Chuyên - Ban Xã Hội   | X    |    |     |      |     |     | X   |

## Đội ngũ cán bộ
Năm học 2012-2013, trường có 17 thạc sĩ, 11 thầy cô nhận bằng khen của Thủ tướng Chính phủ, 2 thầy cô được nhận Huân chương Lao động hạng Ba và 4 thầy cô được nhận vinh dự là "Nhà giáo ưu tú".
Năm học 2016-2017, trường có 83 cán bộ, giáo viên, nhân viện. Trong đó có 01 tiến sĩ, 01 đang nghiên cứu sinh, 37 thạc sĩ, trên 70% là giáo viên dạy giỏi cấp trường, cấp tỉnh. Nhiều thầy cô trong số đó thực sự là trụ cột về chuyên môn, được đồng nghiệp tín nhiệm, phụ huynh học sinh tin cậy.
Hệ thống giáo viên của trường được chia làm 9 tổ chuyên môn: Tổ Toán, Lý, Hóa, Sinh, Tin - Công nghệ, Anh, Văn, Sử - Địa - Giáo dục công dân, Văn phòng

## Thành tích dạy và học
- Năm 1998, trường đạt giải Nhì cuộc thi "Bảy sắc cầu vồng" toàn quốc do VTV 3 tổ chức và được Thủ tướng Chính phủ tặng bằng khen;
- Năm 2000, trường được Chủ tịch nước tặng Huân chương Lao động hạng Ba;
- Năm 2007, trường được Chủ tịch nước tặng Huân chương Lao động hạng Nhì;
- Năm học 2009 - 2010, trường được Chính phủ tặng Cờ thi đua với thành tích: Đơn vị dẫn đầu phong trào thi đua năm học 2009 - 2010;
- Từ năm học 2010 – 2011, đến nay, trường luôn đạt Danh hiệu thi đua "Tập thể lao động xuất sắc", liên tục được Chủ tịch UBND tỉnh tặng Bằng khen và Cờ thi đua.
- Từ năm học 1992 – 1993 đến năm học 2015 – 2016, trường đạt 1064 giải học sinh giỏi vòng tỉnh; 205 huy chương Olympic 30.4; 148 huy chương ĐBSCL, Trại hè Phương Nam, 258 giải học sinh giỏi Quốc gia; 49 giải Casio khu vực...

Năm học 2015 - 2016
- Đạt 9 giải trong kì thi giải toán trên máy tính cầm tay cấp quốc gia (2 giải nhất, 3 giải nhì, 1 giải ba và 3 giải khuyến khích)
- Xếp thứ 25/64 đoàn dự thi Olympic 30-4 lần thứ 22 với 5 huy chương vàng, 13 huy chương bạc và 12 huy chương đồng
- Đạt 6 giải trong kì thi học sinh giỏi giải Toán Hà Nội mở rộng (1 giải nhất, 5 giải khuyến khích)
- Đạt 108 giải cuộc thi học sinh giỏi cấp tỉnh (7 giải nhất, 15 nhì, 35 giải ba, 51 giải khuyến khích)
- Đạt 7 giải trong kì thi học sinh giỏi cấp quốc gia (1 giải ba, 6 giải khuyến khích)
- Tỉ lệ đỗ kì thi Trung học phổ thông quốc gia là 100%.
- Đạt 14 huy chương tại Trại hè phương nam lần III ở Tiền Giang (4 huy chương vàng, 5 huy chương bạc, 5 huy chương đồng)

Năm học 2016 - 2017
- Đạt 117 giải trong cuộc thi học sinh giỏi cấp tỉnh (7 giải nhất, 26 giải nhì, 50 giải ba, 34 giải khuyến khích)
- Đạt 6 giải trong kì thi học sinh giỏi quốc gia (2 giải ba, 4 giải khuyến khích)
- Đạt 7 giải trong kì thi giải toán trên máy tính cầm tay cấp quốc gia (1 giải nhì, 2 giải ba và 5 giải khuyến khích)
- Đạt 5 giải trong kì thi học sinh giỏi giải Toán Hà Nội mở rộng lần thứ XIV (3 giải ba, 2 giải khuyến khích)
- Xếp thứ 26/65 đoàn dự thi Olympic 30-4 lần thứ 23 với 8 huy chương vàng, 13 huy chương bạc và 18 huy chương đồng
- Đạt 13 giải trong các cuộc thi Toán, Lý, Tiếng Anh trên Internet (3 huy chương bạc, 8 huy chương đồng và 2 giải khuyến khích)
- Tỉ lệ đỗ kì thi Trung học phổ thông quốc gia là 100%
- Xếp thứ 1/18 đoàn dự Trại hè phương Nam lần thứ IV với 12 huy chương vàng, 4 huy chương bạc và 9 huy chương đồng
- Đạt 2 giải khuyến khích trong Hội thi Tin học trẻ Toàn quốc diễn ra tại Bắc Ninh

Năm học 2017 - 2018
- Đạt 120 giải trong cuộc thi học sinh giỏi cấp tỉnh (9 giải nhất, 14 giải nhì, 54 giải ba, 43 giải khuyến khích) [3]
- Đạt 10 giải trong kì thi học sinh giỏi quốc gia (1 giải nhất, 1 giải nhì, 6 giải ba, 2 giải khuyến khích) [3]
- Đạt 4 giải kì thi học sinh giỏi giải Toán Hà Nội mở rộng lần thứ XV (2 HCV, 2 HCĐ)